# Baia de Arieș
Baia de Arieș, în trecut Ofenbaia, Baia (în maghiară Aranyosbánya, Offenbánya, Kupecbánya, în dialectul săsesc Offera, în germană Offenburg, Umberg, Onimberg, Schwendburg, Schwend, Schlossburg), este un oraș în județul Alba, Transilvania, România, format din localitatea componentă Baia de Arieș (reședința), și din satele Brăzești, Cioara de Sus, Muncelu, Sartăș și Simulești. Are o populație de 3461 de locuitori (2011). În perioada 2008–2012, primarul orașului a fost Gheorghe Bora.
Pe Harta Iosefină a Transilvaniei din 1769-1773 (Sectio 122), localitatea apare sub numele de Offenbánya.

## Istoric
La Baia de Arieș, aurul a fost exploatat de primii coloniști sași. Dezvoltarea zonei a depins exclusiv de industria mineritului. În anul 1325, Regele Carol Robert a instituit un privilegiu asupra domeniului minier de la Baia de Arieș, pe care l-a concesionat acelor coloniști sași, care înființaseră orașul Civitas Ovounberg.
Mineritul din Baia de Arieș a cunoscut nu doar perioade înfloritoare, ci și momente de restriște, atunci când filoanele bogate erau epuizate, fără să fi apărut altele noi. Judele, cetățenii jurați și toți locuitorii din Offenbanya (denumirea localității în 1437) cereau printr-un memoriu la Camera din Sibiu, pentru ei și pentru ușurarea minerilor, un ajutor de 1.000 de florini, semn că mineritul era atunci în scădere.
Fosta exploatare minieră nu mai funcționează, singurele construcții încă existente fiind clădirile atelierului mecanic și al birourilor, care aparțin lichidatorului fostei întreprinderi miniere. Spațiul se află acum în posesia unei firme de construcții, Constructor Gavela SRL Oradea, care se ocupă cu investiția închiderii și ecologizării minei din Baia de Arieș.
În perioada interbelică a fost sediul unei plăși din județul Turda.
Decizia și motivarea închiderii multor mine din Romȃnia s-a făcut prin Hotărȃrea nr. 615 din 21 aprilie 2004 a guvernului, de aprobare a strategiei industriei miniere pentru perioada 2004-2010, publicată în MONITORUL OFICIAL nr.411 din 7 mai 2004.

## Demografie
Componența etnică a orașului Baia de Arieș
     Români (91,37%)
     Alte etnii (0,33%)
     Necunoscută (8,3%)
Componența confesională a orașului Baia de Arieș
     Ortodocși (90,08%)
     Alte religii (1,42%)
     Necunoscută (8,5%)
Conform recensământului efectuat în 2021, populația orașului Baia de Arieș se ridică la 3.035 de locuitori, în scădere față de recensământul anterior din 2011, când fuseseră înregistrați 3.461 de locuitori. Majoritatea locuitorilor sunt români (91,37%), iar pentru 8,3% nu se cunoaște apartenența etnică. Din punct de vedere confesional, majoritatea locuitorilor sunt ortodocși (90,08%), iar pentru 8,5% nu se cunoaște apartenența confesională.

## Politică și administrație
Orașul Baia de Arieș este administrat de un primar și un consiliu local compus din 13 consilieri. Primarul, Dup Marius-Daniel[*], de la Alianța pentru Unirea Românilor, este în funcție din iunie 2024. Începând cu alegerile locale din 2024, consiliul local are următoarea componență pe partide politice:
|  | Partid                          | Consilieri | Componența Consiliului | Componența Consiliului | Componența Consiliului | Componența Consiliului | Componența Consiliului | Componența Consiliului |
|  | ------------------------------- | ---------- | ---------------------- | ---------------------- | ---------------------- | ---------------------- | ---------------------- | ---------------------- |
|  | Alianța pentru Unirea Românilor | 6          |                        |                        |                        |                        |                        |                        |
|  | Partidul Național Liberal       | 3          |                        |                        |                        |                        |                        |                        |
|  | Partidul Social Democrat        | 3          |                        |                        |                        |                        |                        |                        |
|  | Forța Dreptei                   | 1          |                        |                        |                        |                        |                        |                        |

## Transporturi
Localitatea este deservită de o stație de cale ferată a Mocăniței (în prezent inactivă). Gara Baia de Arieș este înscrisă pe lista monumentelor istorice din județul Alba, elaborată de Ministerul Culturii si Patrimoniului Național din România în anul 2010 (cod: AB-II-m-B-20914.06).

## Obiective turistice
- Biserica „Învierea Domnului” din anul 1769, înscrisă pe lista monumentelor istorice din județul Alba,[8] elaborată de Ministerul Culturii și Patrimoniului Național din România în anul 2010.
- Fagul Împăratului: se află pe malul drept al Arieșului, în amonte de Baia de Arieș, lângă satul Muncelu. Prezintă un frunziș marcescent (frunziș care se usucă, dar rămâne pe arbori în timpul iernii). Frunzele iau toamna o culoare brună.

### Mănăstirea Muncelu

Mănăstirea Muncelu

Mănăstirea Martirii Neamului - Muncelu este un așezământ monahal ortodox de călugărițe din România situată în satul Muncelu, județul Alba, având hramul „Toți Sfinții români”, ce aparține canonic de Arhiepiscopia Ortodoxă a Alba-Iuliei, Protopopiatul Câmpeni. Binecuvântarea arhierească pentru înființarea unei mănăstiri la Baia de Arieș a fost oferită la 28 decembrie 1928 de către Nicolae (Ivan) al Clujului. Piatra de temelie a fost pusă în 1946 de către episcopul Nicolae (Colan) al Clujului, dar la 8 august 1948 lucrările de construcție au fost stopate.
Viața monahală a fost reluată în 1993. Din 1998 au fost operate ample extinderi. În vecinătatea bisericii de lemn s-a ridicat o biserică de zid, în stil neo-bizantin, care se remarcă prin cele trei abside semicirculare și turnul cilindric flancat de coloane. Corpul de chilii, cu pridvorul desfășurat pe toată lungimea sa, mărginește latura de sud-vest a bisericii.

## Personalități născute aici
- Vasile Gan (1859 - 1932), delegat în Marea Adunare Națională de la Alba Iulia;
- Benedict Vesa (n. 1984), episcop al Sălajului.

## Galerie de imagini

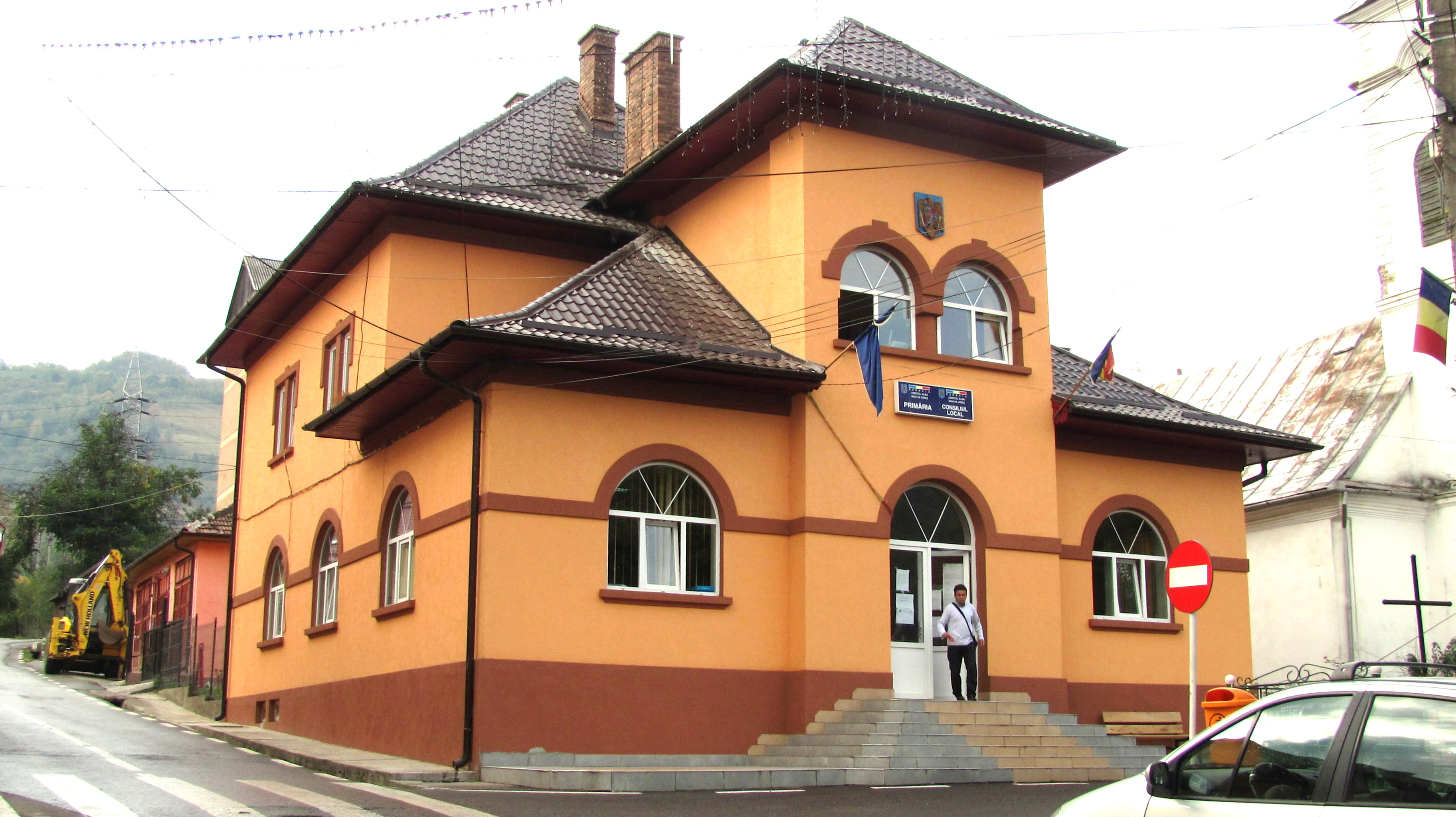
Primăria (Piata Băii, nr. 1)
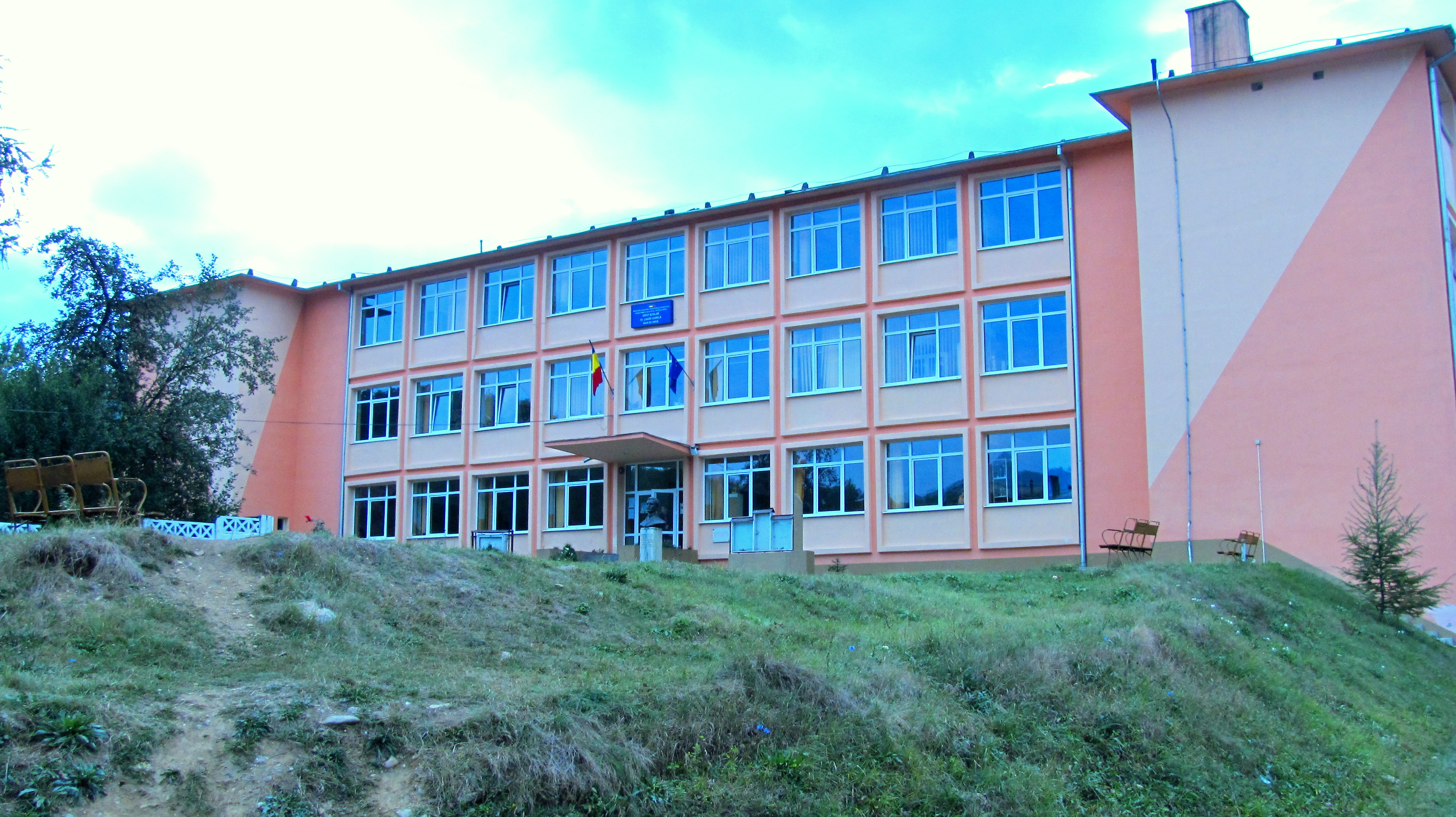
Grupul Școlar "Dr. Lazăr Chirilă" (Str. 22 decembrie 1989, nr.41)
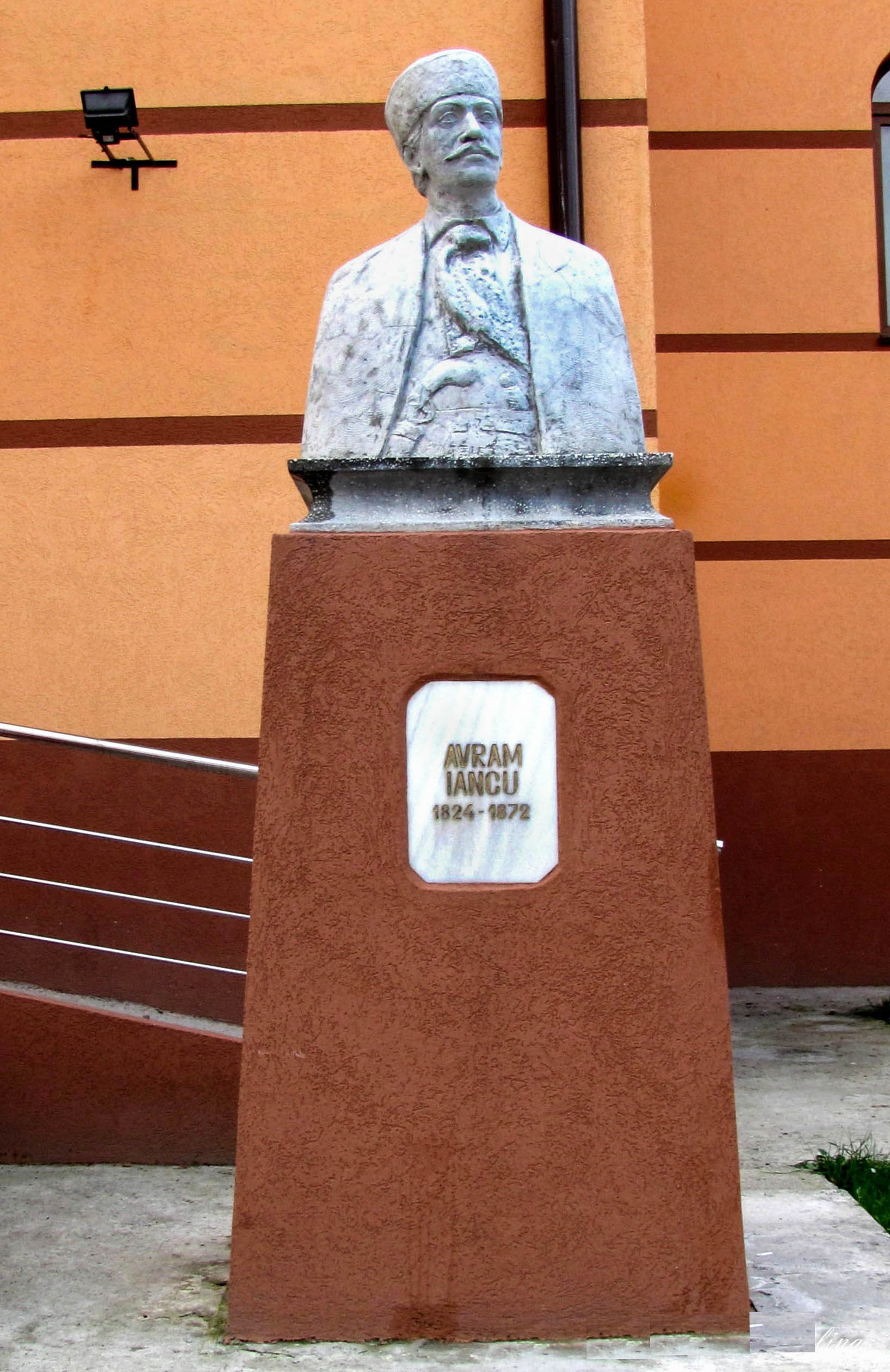
Bustul lui Avram Iancu (Piata Băii, nr. 1)
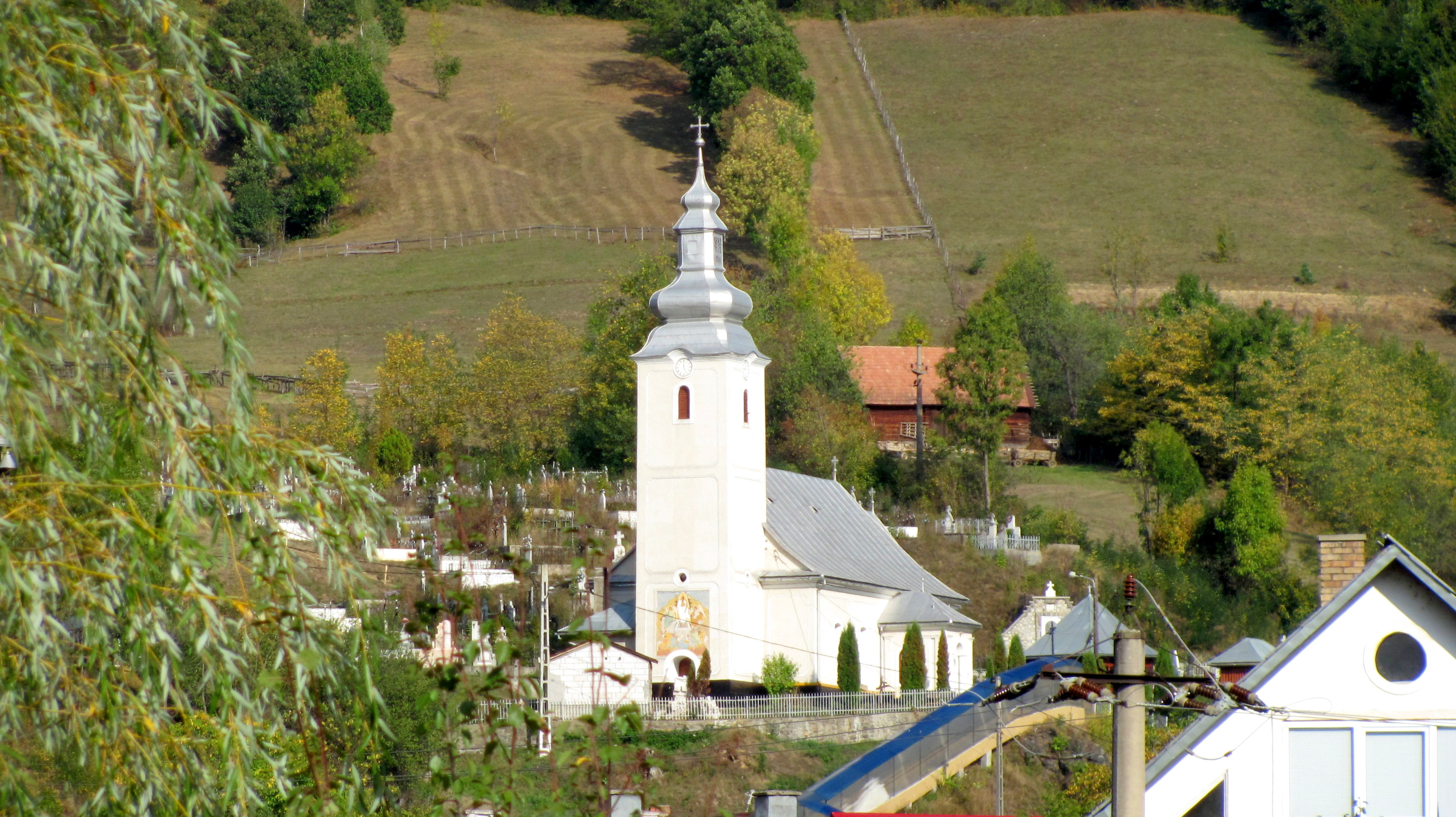
Biserică-Ortodoxă "Învierea Domnului" (Strada Brazilor, nr. 3)
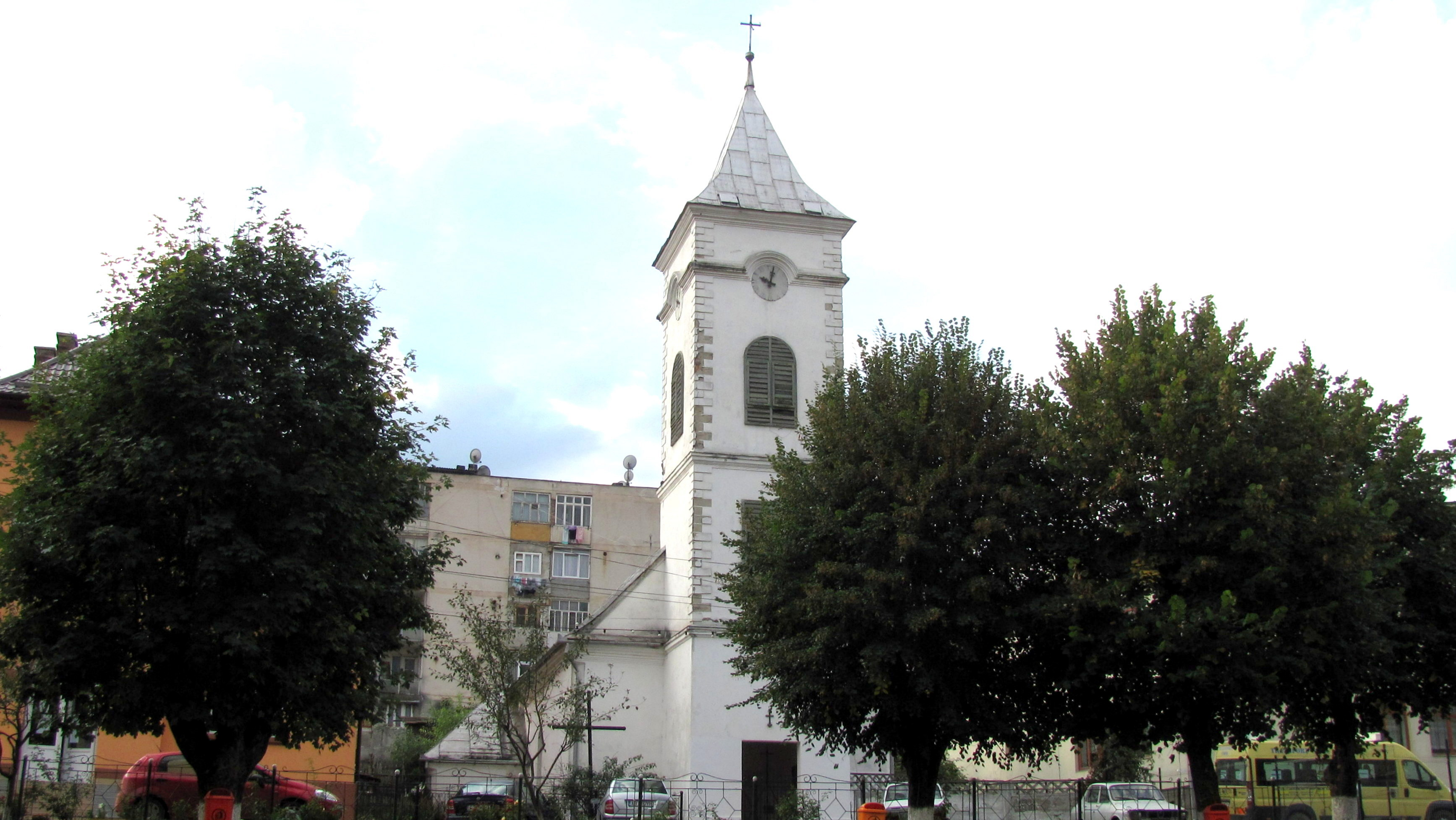
Biserică-Romano-Catolică
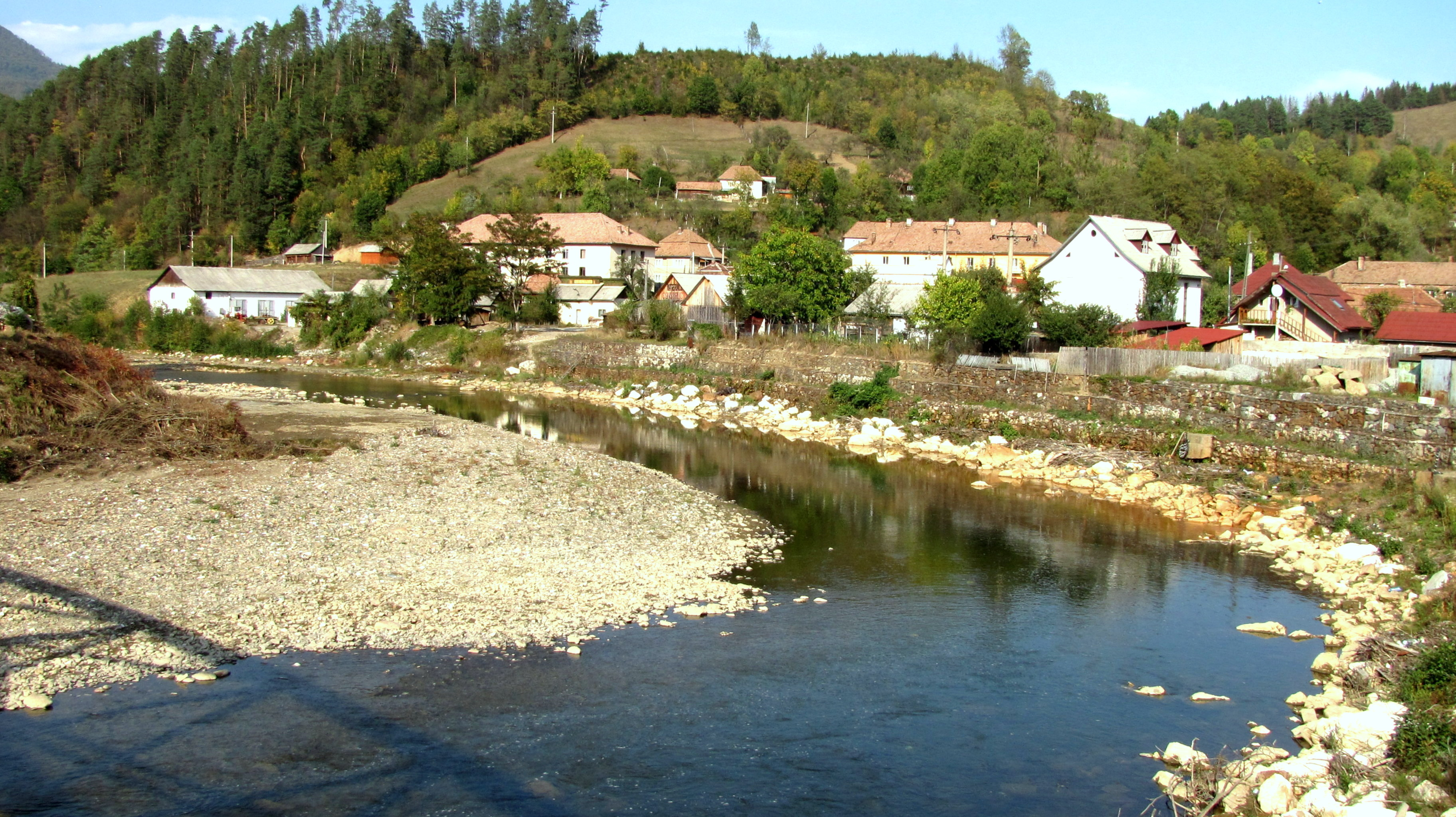
Râul Arieș
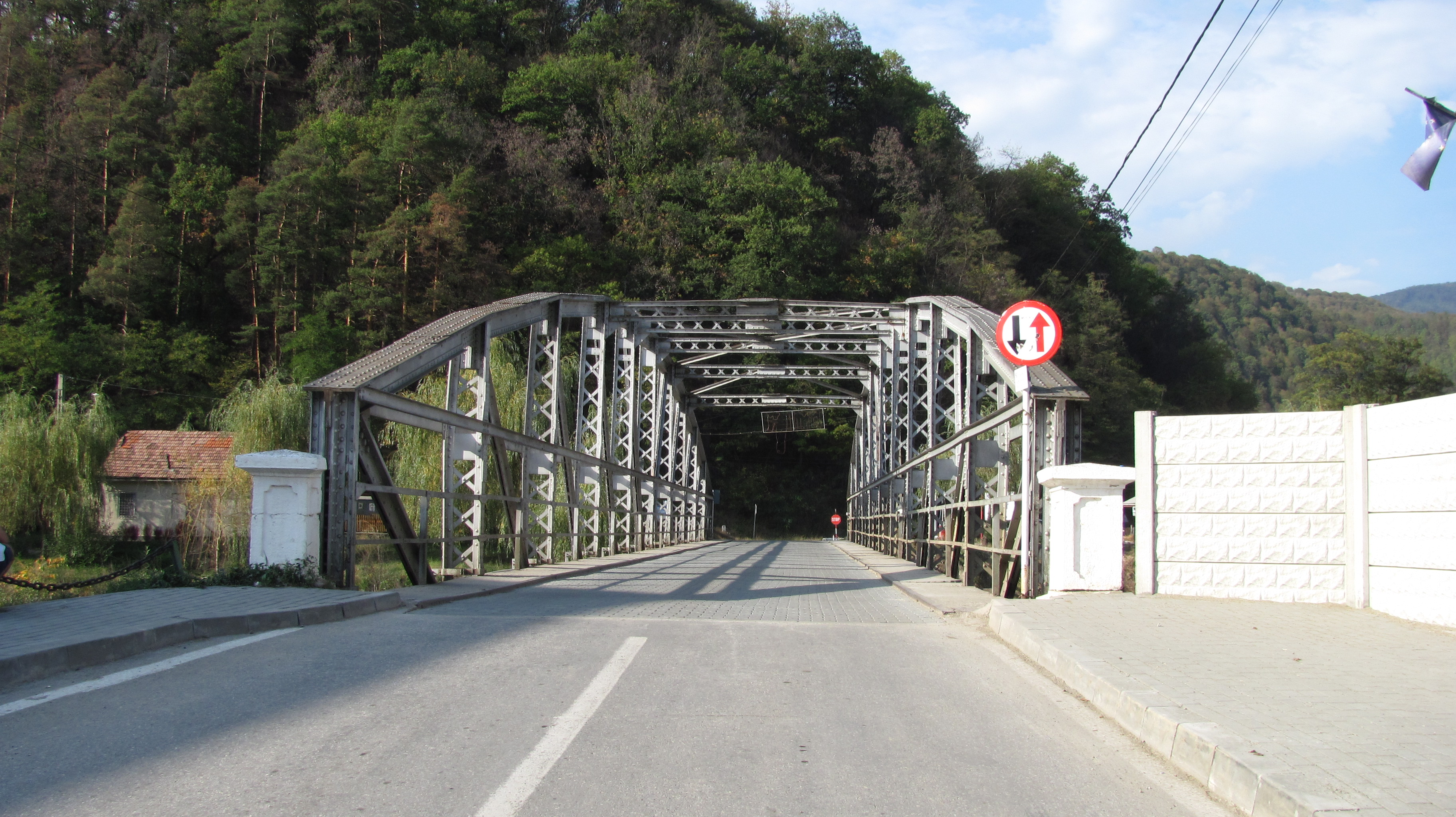
Pod peste Râul Arieș
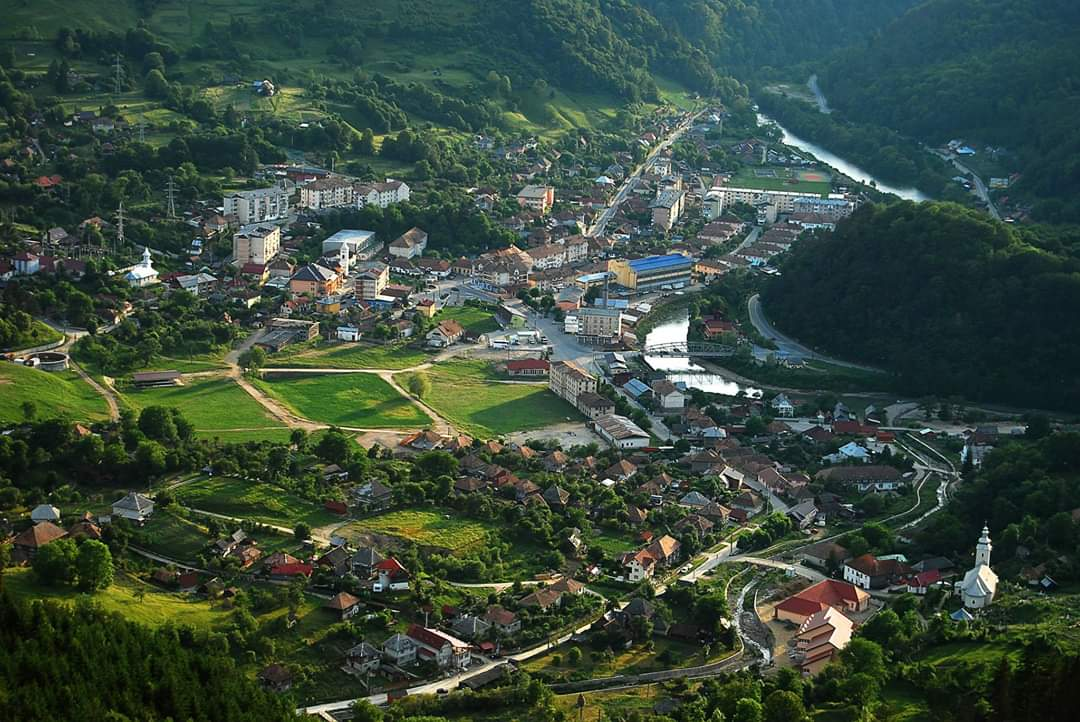
Baia de Arieș, panoramă.
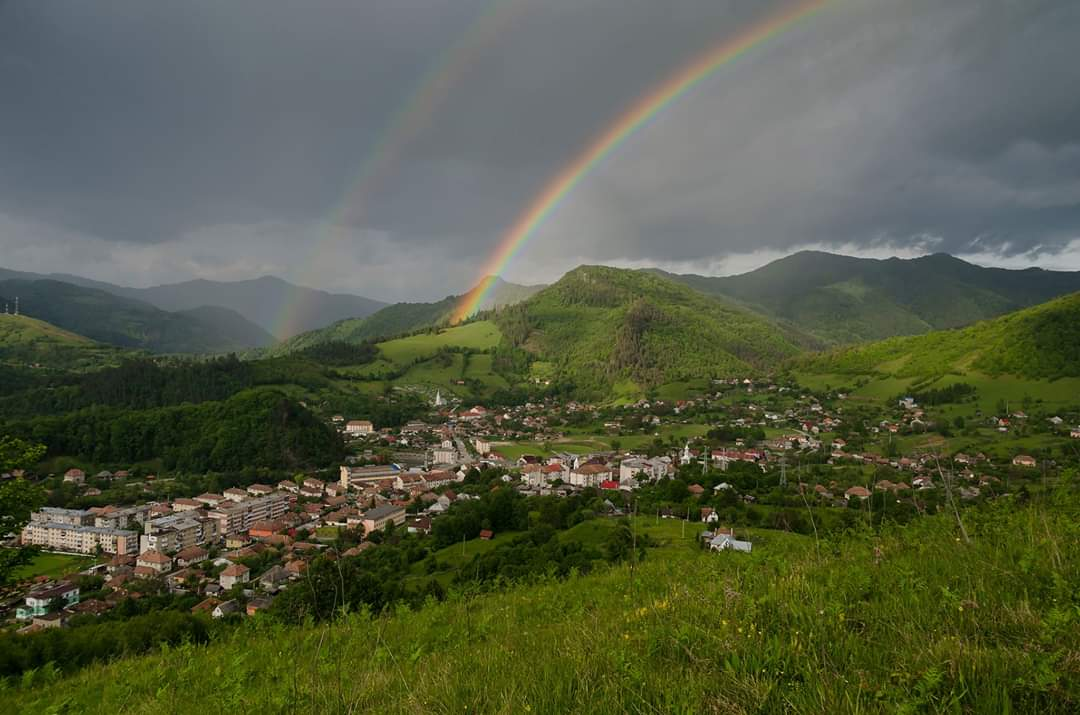
Poza de pe Grosama